# Mercator (entreprise)
Pour les articles homonymes, voir Mercator.
Mercator est une chaîne de supermarchés slovène, dont le siège se trouve à Ljubljana. Elle est aujourd'hui la plus importante chaîne de commerce de détail de slovène, gérant des hypermarchés, des supermarchés et des épiceries en Slovénie, en Croatie, en Bosnie-Herzégovine, en Serbie et au Monténégro.

## Histoire
La société Mercator a été créée en 1949 sous le nom de Živila Ljubljana et rebaptisée Mercator quatre ans plus tard. 
Après un an de discussion, en juin 2014, Agrokor acquiert de 53 % de Mercator. Mercator est alors également présent dans le secteur financier via la banque NLB et dans celui brassicole via la brasserie Pivovarna Lasko. La participation d'Agrokor dans Mercator est passée à 80,75 % en septembre 2014.

## Présence internationale

### Croatie
Le premier Mercator de Croatie a ouvert à Pula, en 2000. La compagnie dispose actuellement de 15 magasins :
- Zagreb (x2)
- Split
- Zadar
- Pula
- Osijek
- Župa dubrovačka
- Metković
- Novigrad
- Rijeka
- Karlovac
- Velika Gorica
- Samobor
- Čakovec (x2)
- Đakovo

### Bosnie-Herzégovine
Le premier Mercator bosnien a ouvert à Sarajevo, en 2000. La société gère 5 magasins :
- Sarajevo (x2)
- Mostar
- Tuzla
- Kakanj

### Serbie

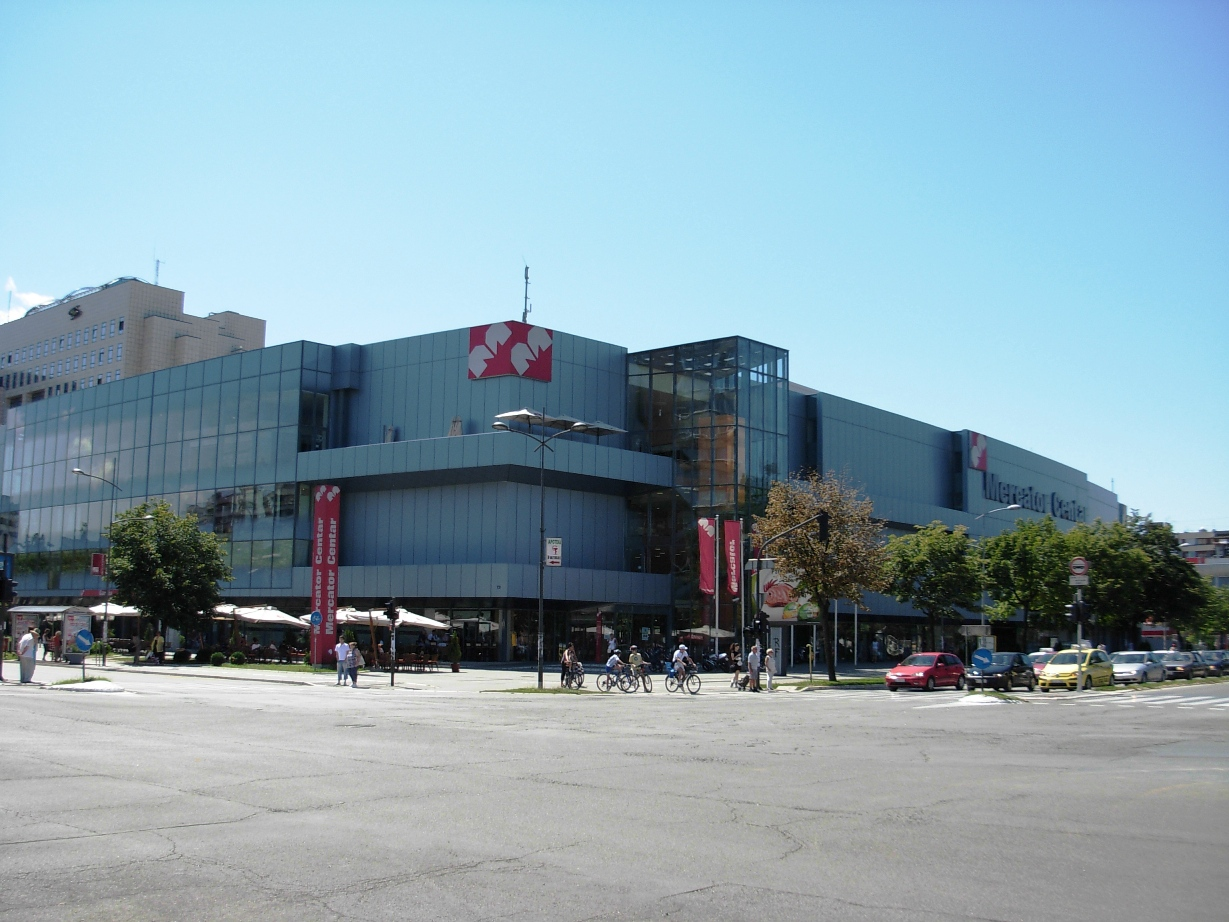
Mercator à Novi Sad.

Le premier Mercator serbe a ouvert à Belgrade, en 2002. La société possède aujourd'hui six magasins en Serbie : 
- Belgrade (x2)
- Novi Sad
- Niš
- Kragujevac
- Čačak

### Monténégro
Mercator a fait son entrée sur le marché du Monténégro le 1er janvier 2007, en acquérant 50 % des actions de la société locale MEX. La chaîne porte le nom de Mercator-MEX et dispose de 5 magasins :
- Podgorica (x3)
- Nikšić
- Bar